# Манастир Будисавци
Манастир Будисавци се налази у истоименом селу, 17 километара источно од Пећи и припада епархији Рашко-призренској Српске православне цркве.

## Прошлост манастира
Потиче из 14. века, али се не зна са сигурношћу ко му је био ктитор, неки угледни властелин, краљ Милутин (који се помиње у делимично сачуваном натпису у манастирској цркви) или сестра Стефана Дечанског, према народном предању. Манастир је 1568. године обновио патријарх Макарије Соколовић (1557—1571), чији сачувани портрет свакако спада међу најлепше портрете српског сликарства 16. века. Читав комплекс је и током наредних векова, као метох оближње Пећке патријаршије, доживео низ промена и доградња. У манастирској ризници се чува и икона Преображења Христовог (чему је посвећена манастирска црква), која потиче са краја XIV или почетка 15. века.
Манастирска црква посвећена Преображењу Христовом се данас налази под заштитом Републике Србије, као споменик културе од изузетног значаја. После окончања НАТО агресије на СРЈ 1999. године и доласка снага КФОРа на простор АП Косово и Метохија, монах овог манастира Стефан Пурић је средином јула исте године отет од стране албанских екстремиста. Сматра се да је убијен, а његово тело никада није пронађено. Према оценама Српске православне цркве, манастир Будисавци, уз Девич, представља најугроженији српски манастир у јужној српској покрајини, од средине 2010. године, када је КФОР заштиту комплекса предао тзв. Косовској полицијској служби.

## Манастирска црква

### Архитектура
Манастирска црква има основу уписаног грчког (равнокраког) крста над којом се уздиже осмострана купола.Олтарска апсида је споља тространа, док се на западној страни цркве налази нартекс, који је данас виши од оригиналног и потиче из 19. века. Црква је грађена наизменичним ређањем камена и опеке, које је на појединим местима декоративног карактера, а карактеристика је грађевина Вардарског стила, којима црква у Будисавцима и припада. Припрата је накнадно призидана 1872. и виша је од првобитне, будући да прекрива западну бифору. Конзерваторски радови на цркви изведени су 90-их година XX века, када је поправком кровног покривача спречен продор атмосферске влаге.
- Северни поглед
- Југоисточни поглед
- Поглед из ваздуха
- Бифора

### Живопис
Првобитан живопис из XIV века је у целини уништен, пошто је црква једно време била делимично порушена. Фреске које се данас налазе на њеним зидовима, потичу из друге половине 16. века и обнове у доба патријарха Макарија, а карактерише их сигуран цртеж и богат колорит. Портрет патријарха Макарија насликан на јужном зиду поткуполног простора. Насликани су и портрети Светог Саве и Симеона Немање, као и три српска архиепископа, док су се у вишим зонама делимично сачувале сцене из циклуса Великих празника и Христових страдања. У припрати, у лунети изнад улазних врата је насликано Преображење са натписом о обнови цркве и конака од стране архиепископа Мелентија 1872 године.
Посебну вредност представља икона храмовне славе која се датује у крај XIV и почетак XV века и која се сада чува у Народном музеју у Београду. Од старијег иконостаса сачувано је само надверје Царских двери са записом и потписом иконописца Максима из 1732. године. Садашњи иконостас, рад зографа Василија и Александра Крстића Даскаловића Ђиновског из Гламочника код Дебра, има једноставну шему, која вероватно понавља ону из XVI века - престону зону са Царским и Горњим, северним, дверима и непосредно изнад тога групу Распећа са Јеванђељем, са северне, и Заветним плочама Мојсијевим, са јужне стране. Иконостас, израђен 1874, у релативно стабилном је стању.
Медији су крајем 2012. године донели вест о икони која је проплакала у овом манастиру.
- Наос и купола
- Иконостас
- Порталски натпис
- Успење
- Погреб Христов
- Св Никола и Јован Претеча
- Крштеље Христово
- Икона на иконостасу